# Златопільська жіноча гімназія
Златопільська жіноча гімназія (попередня назва — Златопільська жіноча прогімназія) — колишній навчальний заклад Чигиринського повіту Київської губернії.

## Історія

### Пансіон Є.М.Перимонд
17 листопада 1837 року в містечку Златопіль був заснований дівочий пансіон пані Єлизавети Михайлівни Перимонд. Тут навчались 32 учениці, з них 27 доньок дворян, 5 доньок купців. Річна плата складала 500 рублів, з музикою — 600.

### Златопільська жіноча прогімназія
Заснована 29 травня 1869 року. Для неї був придбаний дерев'яний будинок з флігелем за 7500 рублів. Спочатку були 1-2 класи, а згодом і третій.
У імперських джерелах перша згадка про Златопільську жіночу прогімназію з'являється у 1871 році.
6 квітня 1880 року з'являється найвищий указ про перетворення прогімназії відповідно до загальнодержавних вимог.
У 1885 році педагогічна рада вже набула право вирішувати про прийом екзаменів на звання вчителька початкового народного училища при умові надання кандидатками свідоцтва про непричетність до будь-чого суспільно-осудного та про політичну благонадійність.
Кілька членів меценатської родини Терещенків були почесними членами Товариства допомоги нужденним учням Златопільської чоловічої гімназії та Златопільської жіночої прогімназії
Навчальні програми відрізнялись від навчальних програм чоловічих прогімназій особливо у початкових класах, а при прийомі до дівчат були менш суворіші вимоги
Списки керівників, викладачів, службовців та випускників можна переглянути на сайті.

### Златопільська жіноча гімназія
В історичних джерелах згадка про набуття прогімназією статусу гімназії зазначено в 1905 році.
У жовтні 1920 року Златопільська жіноча гімназія завершила свою роботу.
Думка висловлена щодо Першої Київської гімназії цілковито стосується і Златопільської жіночої гімназії:
|  | Після жовтня 1917 року навчальна справа перейшла в руки експропріаторів. Полишаючи «принизливі методи царського періоду виховання та навчання», більшовики нав'язали педологію, викинувши «на звалище історії» все те, що не вписувалось в нову ідеологію. На цілі десятиріччя припинили свою діяльність гімназії. Створені замість них трудові школи-комуни мало в чому поступались закладам, які існували в напівдикій Росії до початку XIX століття, коли на карті нашого міста з'явилась одна з перших в історії вітчизняної освіти гімназія. |

Списки керівників, викладачів, службовців та випускників можна переглянути на сайті.

## Керівництво

### Керівники прогімназії
| ПІП                            | Дата нар. | Дата см.     | Чин                      | Рік пр. | Рік зв. | Посада                | Інші навчальні заклади | Зазначення |
| ------------------------------ | --------- | ------------ | ------------------------ | ------- | ------- | --------------------- | --- | ---------- |
| Виноградова Олександра         |           |              |                          | 1902    | 1903    | Головна наглядачка    | |            |
| Еслінгер Юрій Васильович       | 1848      |              | статський радник         | 1894    | 1896    | Начальник прогімназії | 1873-1874 н. р. Російська мова Харківська прогімназія 1875-1883 н. р. Інспектор Бєлгородської прогімназії 1884-1894 н. р. Директор Острогозької прогімназії 1896-1898 н. р. Інспектор народних училищ Київської, Подільської та Волинської губерній |            |
| Ільїн Дмитро Тимофійович       | 1849      | 1887         | статський радник         | 1880    | 1887    | Начальник прогімназії | Латинська мова: 1874-1877 н. р. Феодосійська чоловіча прогімназія 1877-1879 н. р. Київська чоловіча прогімназія 1879-1880 н. р. Перша київська гімназія |            |
| Крутков Олександр Федорович    |           |              | статський радник         | 1888    | 1892    | Начальник прогімназії | 1872-1889 н. р. Грецька мова у Санкт-Петербурзькій 3-й гімназії 1892-1906 н. р. Директор Лубенської гімназії 1906-1907 н. р. Географія та 1907-1912 н. р. Латинська мова у Санкт-Петербурзькій 12-й гімназії |            |
| Маркевич Афанасія Семенівна    |           |              |                          | 1903    | 1915    | Головна наглядачка    | |            |
| Савіцька Олімпіада Миколаївна  |           |              |                          | 1877    | 1902    | Головна наглядачка    | |            |
| Солнцев Гаврило Семенович      |           |              | статський радник         | 1876    | 1880    | Начальник прогімназії | 1849—1855 н. р. наглядач Зотовського духовного училища 1857—1859 н. р. Математика, 1859—1860 н. р. Тамбовська духовна академія 1860-1862 н. р. Російська мова Пінська чоловіча гімназія 1862-1873 н. р. Російська мова, Латинська мова Орловска чоловіча гімназія 1873-1876, 1884-1889 н. р. інспектор народних училищ Київської, Подільської та Волинської губерній |            |
| Труль Рудольф Ернестович       |           |              | колезький радник         | 1868    | 1876    | Начальник прогімназії | 1852-1864 н. р. зберігач мінералогічного кабінету Київського університету Святого Володимира |            |
| Турчаковський Климент Іванович | 1847      | 9 січня 1897 | статський радник         | 1892    | 1894    | Начальник прогімназії | Історія та Географія: 1873-1874 н. р. Череповецьке реальне училище 1874-1878 н. р. Кишинівська чоловіча гімназія 1878-1880 н. р. Одеська Перша Рішельєвська гімназія Історія 1883-1889 н. р. Перша київська гімназія 1889-1892 н. р. Директор Уманської прогімназії 1894-1897 н. р. Директор Острогозької гімназії                                                   |            |
| Чернушевич Микола Петрович     |           |              | дійсний статський радник | 1896    | 1908    | Начальник прогімназії | Математика: 1874-1878 н. р. Білоцерківське реальне училище; 1878-1894 н. р. Київське реальне училище; 1878-1881 н. р. Київська жіноча гімназія; 1881-1896 н. р. Київський інститут шляхетних дівчат. 1894-1896 н. р. Інспектор народних училищ Київської, Подільської та Волинської губерній                                                                         |            |

### Керівники гімназії
| ПІП                             | Дата нар. | Дата см. | Чин                      | Рік пр. | Рік зв. | Посада             | Інші навчальні заклади | Зазначення |
| ------------------------------- | --------- | -------- | ------------------------ | ------- | ------- | ------------------ | --- | ---------- |
| Лятошинський Микола Леонтійович | 1861      |          | статський радник         | 1908    | 1911    | Директор гімназії  | 1885-1889 н. р. Історія, 1906-1908 н. р. Директор Немирівська чоловіча гімназія 1889-1897 н. р. Історія, Географія Житомирська чоловіча гімназія 1897-1906 н. р. Історія Перша київська чоловіча гімназія 1911-1916 н. р. Директор житомирського приватного комерційного училища Н. Л. Ремезової |            |
| Маркевич Афанасія Семенівна     |           |          |                          | 1903    | 1915    | Головна наглядачка | |            |
| Окойомов Іван Кіндратович       |           |          | колезький радник         | 1910    | 1914    | Директор гімназії  | 1896-1903 н. р. Математика Варшавська п'ята гімназія 1904-1906 н. р. Інсп. Імперського університету Варшави 1909-1910 н. р. Директор Острозької гімназії Суворовський кадетський корпус у Варшаві                                                                                                |            |
| Федоровський Павло Олексійович  |           |          | дійсний статський радник | 1914    | 1916    | Директор гімназії  | 1903-1906 директор народних училищ Кутаїської губернії 1906-1913 директор народних училищ Тифліської губернії |            |
| Чернушевич Микола Петрович      |           |          | дійсний статський радник | 1896    | 1908    | Директор гімназії  | Математика: 1874-1878 н. р. Білоцерківське реальне училище; 1878-1894 н. р. Київське реальне училище; 1878-1881 н. р. Київська жіноча гімназія; 1881-1896 н. р. Київський інститут шляхетних дівчат. 1894-1896 н. р. Інспектор народних училищ Київської, Подільської та Волинської губерній     |            |

## Особистості
В різні роки в Златопільській гімназії навчались і працювали:
- Грушевський Григорій Іванович — титулярний радник, в 1909–1911 викладач предметів Російська мова і Арифметика. Письменник, драматург.
- Немолодишев Степан Арсенович — надвірний радник, український педагог, у 1908-1910 навчальних роках викладач предмету Педагогіка.
- Романович-Ткаченко Наталя Данилівна — письменниця.
- Фауре Карл Карлович — в 1902-1912 навчальних роках викладач предмету Німецька мова, статський радник.
- Ярмохович Іван Матвійович — в 1877–1897 навчальних роках вчитель предметів Каліграфія, Малювання і Креслення, відомий художник.

## Галерея

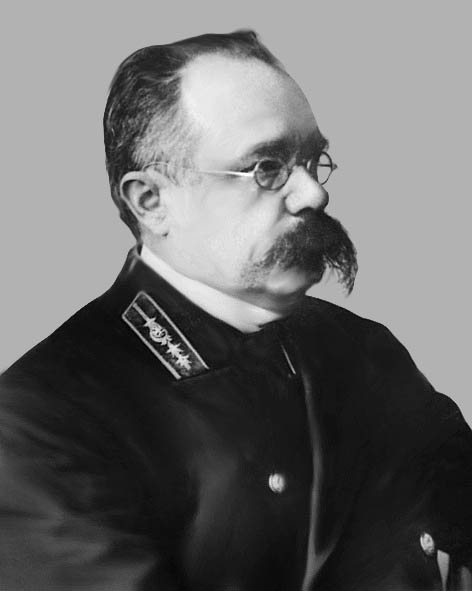
Григорій Грушевський. Російська мова і Арифметика в 1909–1911 н. роках.
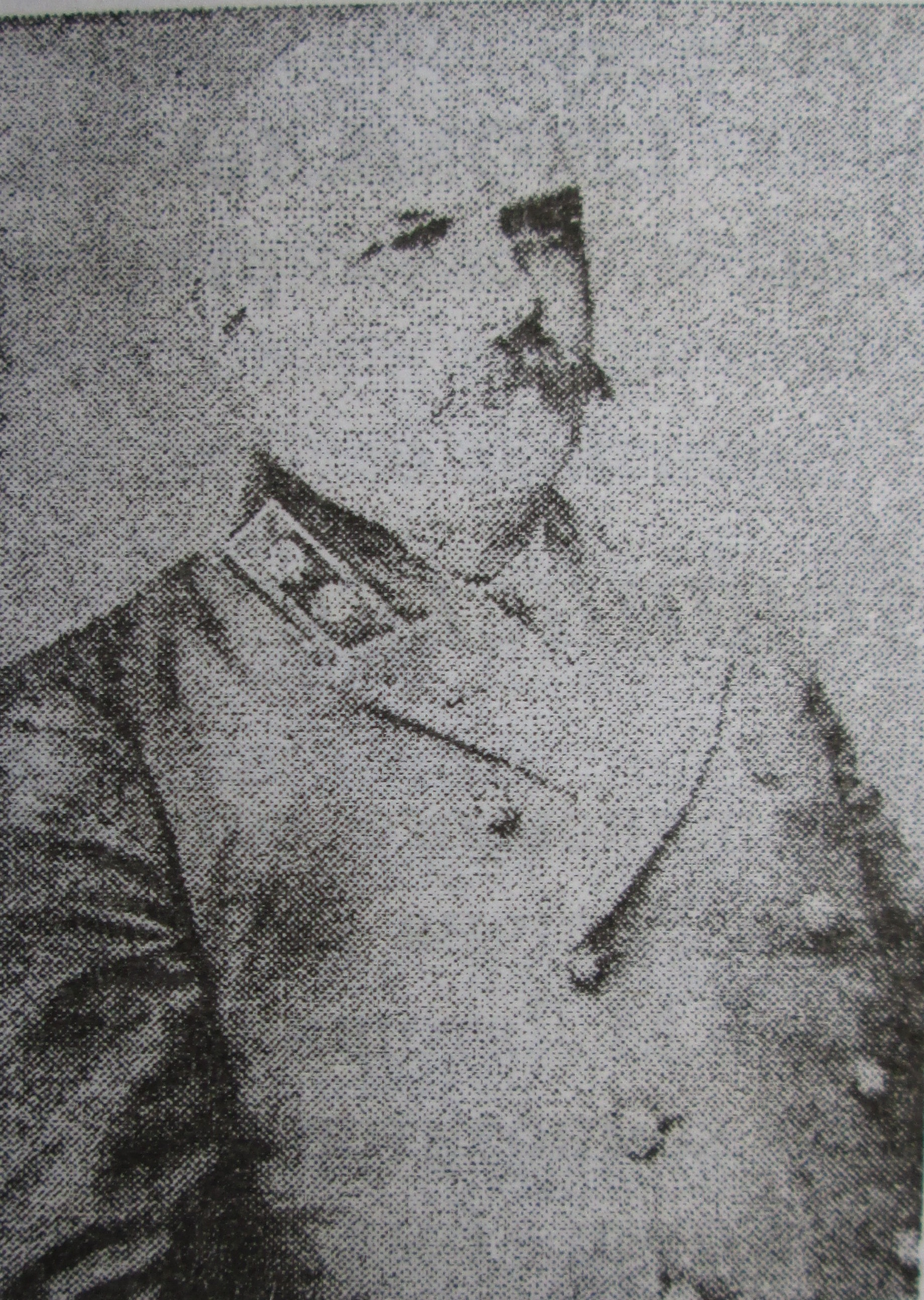
Микола Лятошинський. Директор гімназії 1908-1911 н. р.
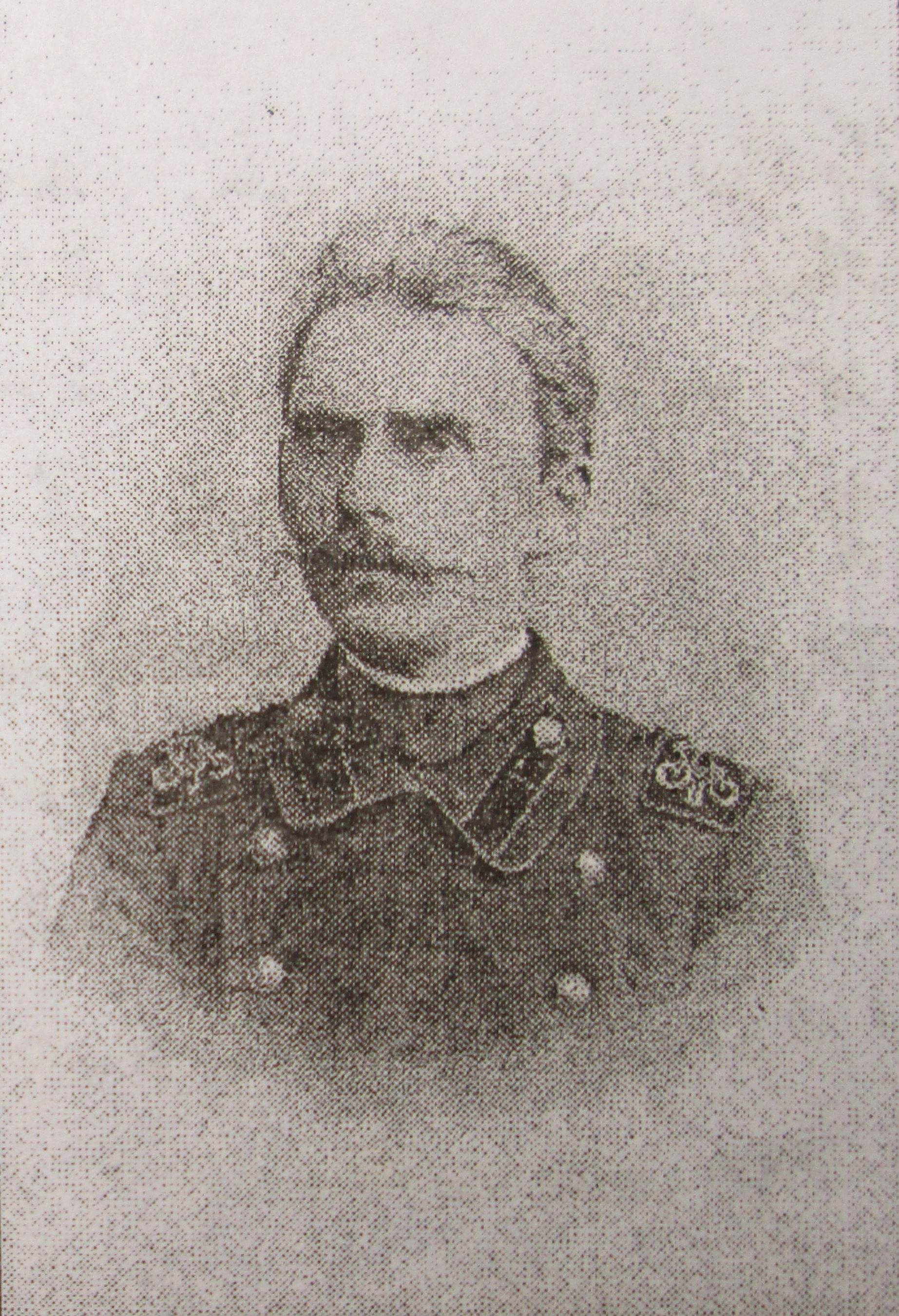
Костянтин Коршун-Осмоловський. Природознавство, Географія, Гігієна 1907-1914 н. р.
Випуск 1915 року.